# Глобус Гурмэ
«Глобус Гурмэ» — российская сеть гастрономов премиум-класса. Управляется компанией «Столичная Торговая Компания».
Сеть гастрономов «Глобус Гурмэ» вошла в рейтинг лучших гастрономических магазинов мира, составленный советом экспертов английского журнала The Grocer. Позиционирует продукцию в сегменте здорового питания и других сегментах. Участвует в новациях на рынке услуг.  

## История
Сеть «Глобус Гурмэ» была основана в 2004 году Львом Хасисом и Аркадием Новиковым. Первый гастроном был открыт в 2005 году в ТЦ «Гименей» на улице Большая Якиманка в Москве.
По состоянию на 2007 год работали 9 гастрономов сети Глобус Гурмэ, семь в Москве и два в Санкт-Петербурге.
В 2024 году сеть насчитывает три магазина, один в Москве (на улице Большая Якиманка) и два в Московской области (на Новорижском шоссе в Красногорске и в аэропорту «Шереметьево»).